# Paul Land
Paul Callandrillo (31 de enero de 1956 – 30 de diciembre de 2007), más conocido como Paul Land, fue un actor estadounidense mejor conocido por sus papeles en las películas The Idolmaker y Movida de verano. Land provenía de una familia numerosa (13 hijos en total), y uno de sus hermanos era el exjugador de baloncesto profesional Dan Callandrillo.
Land nació en Hoboken, Nueva Jersey. Sirvió en el Ejército de los Estados Unidos, se convirtió en techador y luego en modelo después de ser descubierto en una fiesta, lo que dio lugar a un comercial de televisión francés para Perrier. Parecía tener un futuro brillante por delante con su carrera como actor después del lanzamiento de The Idolmaker en 1980, incluso apareciendo en American Bandstand, durante el cual Dick Clark elogió a Land como "un tipo increíble" y que "lo logró". bellamente" con respecto a su papel en la película como el cantante Tommy Dee (un personaje inspirado en el cantante de rock n' roll Frankie Avalon). En la misma aparición, Clark dijo que Land era "no sólo un tipo talentoso, sino que también tiene ese ingrediente mágico secreto que todos los creadores de estrellas buscan".
Mientras reseñaba la película, Roger Ebert señaló que "Land hace un buen trabajo al interpretar al primer cantante de rock de la película, una creación egoísta y mimada rebautizada como 'Tommy Dee'" y The New York Times dijo: "Paul Land hace un personaje maravillosamente hosco Tommy Dee y, al igual que Peter Gallagher en el papel de Caesare, rastrea la evolución del estrellato de su personaje con meticuloso detalle". En la película, el personaje de Land canta 2 canciones, "Here Is My Love" y "Sweet Little Lover", pero el propio actor no cantó las canciones (fueron cantadas por el compositor de cine y televisión Jesse Frederick).
El 7 de julio de 1981, Land se casó con Michelle Dimitri (hija del diseñador de moda internacional Piero Dimitri) en la Catedral de San Patricio en Manhattan.
A pesar de los primeros elogios (y papeles adicionales en las películas Spring Break y Wild Orchid, la película para televisión Private Sessions y el programa de televisión Riptide), a principios de la década de 1990, Land había dejado la actuación para iniciar su propio y exitoso negocio de construcción en Nueva Jersey bajo su dirección. nombre real, Paul Callandrillo. Murió en North Bergen, Nueva Jersey, el 30 de diciembre de 2007, a la edad de 51 años, a causa de un cáncer.
Cuando Spring Break se publicó en DVD en 2009, algunos de los actores grabaron un comentario para acompañar la película, que estaba dedicada a Land.

## Filmografía
| Año  | Título           | Papel      | Notas                        |
| ---- | ---------------- | ---------- | ---------------------------- |
| 1980 | The Idolmaker    | Tommy Dee  |                              |
| 1983 | Movida de verano | Stu        |                              |
| 1989 | Wild Orchid      | Big Sailor | Último papel en una película |